# St. Antonius (Próchnik)

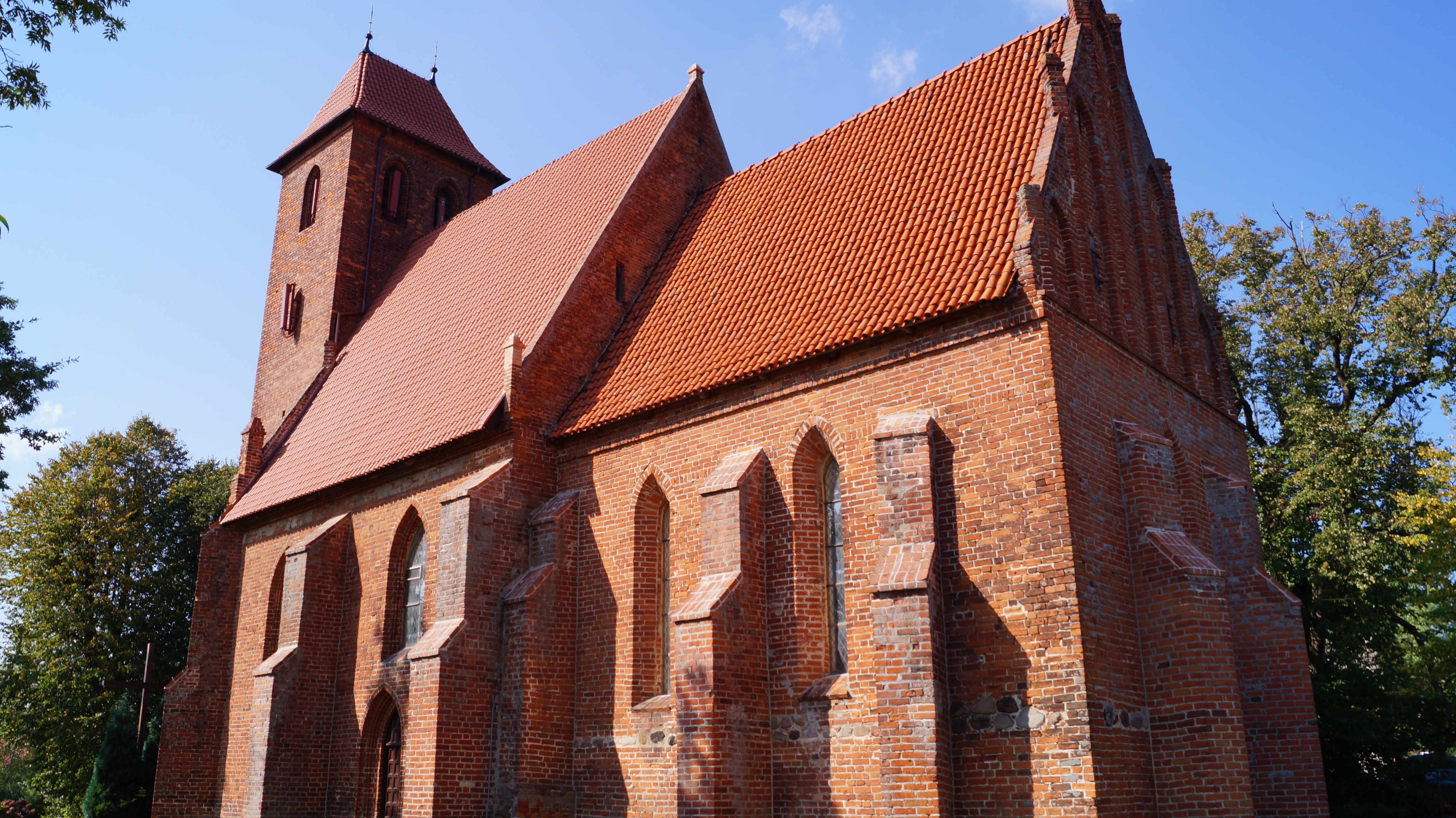
St. Antonius Dörbeck

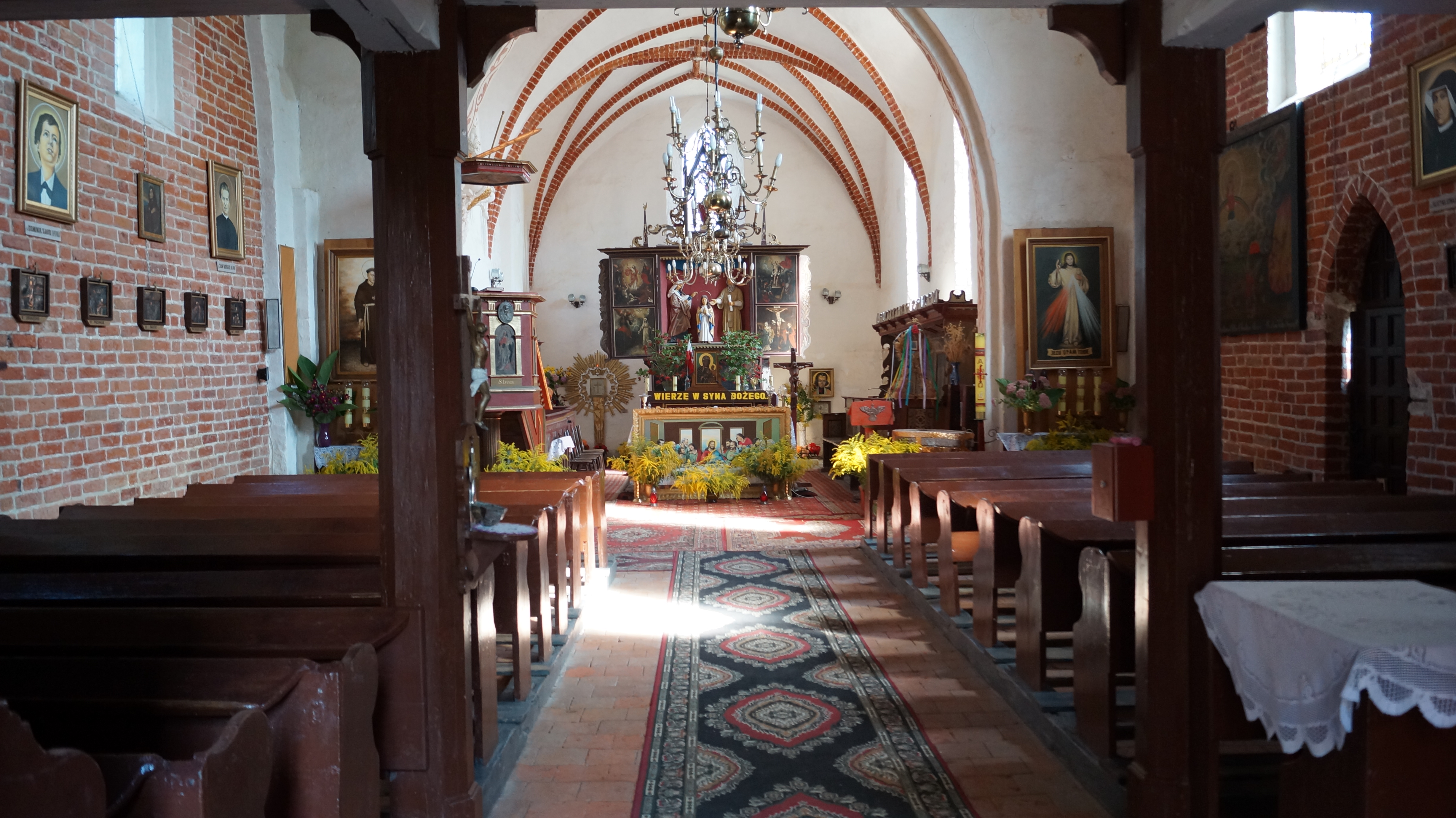
Innenansicht

Die römisch-katholische St.-Antonius-Kirche in Próchnik (deutsch Dörbeck) im vormaligen Kreis Elbing auf dem Gebiet der kreisfreien Stadt Elbląg (Elbing) in der polnischen Woiwodschaft Ermland-Masuren stammt aus der Ordenszeit. Sie ist dem Heiligen Antonius von Padua gewidmet.

## Geschichte
Im Jahr 1357 wurde die Handfeste des Ortes erneuert. Abgaben waren an den Pfarrer in Lentzen zu leisten, daher gab es in Dörbeck wohl noch eine eigenständige Pfarrei. Chor und Sakristei wurden wohl um 1370/80 erbaut, um 1400 wurde das Langhaus angebaut. Die westlichen Strebepfeiler des Langhauses nehmen an der Anschlussstelle Rücksicht auf den schon vorhandenen Chor. Im Jahr 1905 wurde der Westturm nach Plänen von C. Steinbrecht errichtet, auch wurde der Ostgiebel des Langhauses und das Sakristeidach erneuert. Die Kirche gehörte zum Archipresbyterat Braunsberg im bis 1945 deutschen Bistum Ermland.

## Bauwerk
Die Kirche ist ein ungewölbter Saalbau mit eingezogenem gewölbtem Rechteckchor und Strebepfeilern. Die Längsseiten sind in zwei Abschnitte mit je einem profilierten Spitzbogenfenster gegliedert. Die Fenster der Südseite sind breit, die der Nordseite schmaler und doppelt profiliert. Das Langhaus hat je ein spitzbogiges Portal an der Süd- und Westseite ohne Spuren einer Vorhalle. Ein eingetieftes Putzband bildet den Horizontalabschluss, darüber befindet sich ein profiliertes Gesims. Feldstein wurde im niedrigen Sockelbereich eingesetzt, am Chor befindet sich ein schmaler Feldstein-Streifen unterhalb der Fenster. Backstein wurde für das aufgehendes Mauerwerk verwendet.
Der Chor ist ein eingezogener, nachträglich gewölbter Rechteckchor auf vortretendem Sockel. Bemerkenswert die diagonal stehenden Strebepfeiler an den Seiten, während die Kanten ohne Streben bleiben. Die fächerartige Stellung der Streben am Chor zeigt eine formale Verwandtschaft mit der Lösung am Chor von St. Jakob in Thorn. Zwischen den Strebepfeilern hat der Chor schmale, lanzettartige Fenster mit schräger Leibung. Das jüngere Langhaus hat dagegen hochliegende und profilierte Fenster. Merkwürdig ist die späte Verwendung des wendischen Verbands.
Im Inneren sind die Wände durch hohe Blendarkaden gegliedert und es sind Vorlagen angelegt für eine geplante aber nicht ausgeführte Wölbung. Die Sakristei befindet sich an der Nordseite des Chors und steht mit diesem im Verband. Der Ostgiebel ist ein fünfachsiger Dreiecksgiebel mit durchlaufenden Spitzbogenblenden, getrennt durch Dreiecksvorlagen, die als Fialen enden.